# Sport- und Schwimmverein Jahn 1889 Regensburg 1975-1976
Questa voce raccoglie le informazioni riguardanti lo Sport- und Schwimmverein Jahn 1889 Regensburg nelle competizioni ufficiali della stagione 1975-1976.

## Stagione
Nella stagione 1975-1976 il Jahn Regensburg, allenato da Aki Schmidt e Helmut Richert, concluse il campionato di 2. Bundesliga al 17º posto.

## Rosa
| N. |                     | Ruolo | Calciatore      |
| -- | ------------------- | ----- | --------------- |
|    | Germania (bandiera) | P     | Josef Brandl    |
|    | Germania (bandiera) | P     | Michael Hümmer  |
|    | Germania (bandiera) | D     | Wolfgang Eckert |
|    | Germania (bandiera) | D     | Reinhold Mathes |
|    | Germania (bandiera) | D     | Hans Meichel    |
|    | Germania (bandiera) | D     | Gerd Schneider  |
|    | Germania (bandiera) | D     | Peter Stokowy   |
|    | Germania (bandiera) | C     | Ernst Hodel     |
|    | Germania (bandiera) | C     | Horst Lippert   |
|    | Germania (bandiera) | C     | Werner Michalka |

| N. |                     | Ruolo | Calciatore             |
| -- | ------------------- | ----- | ---------------------- |
|    | Germania (bandiera) | C     | Max Müller             |
|    | Germania (bandiera) | C     | Peter Salzweger        |
|    | Austria (bandiera)  | C     | Fritz Satorina         |
|    | Germania (bandiera) | C     | Karl Seitz             |
|    | Germania (bandiera) | C     | Rüdiger Watzl          |
|    | Germania (bandiera) | A     | Bernd Laube            |
|    | Germania (bandiera) | A     | Herfried Ruhs          |
|    | Germania (bandiera) | A     | Willi Schmidbauer      |
|    | Germania (bandiera) | A     | Antonio Valent-Geißler |

## Organigramma societario
Area tecnica
- Allenatore: Helmut Richert
- Allenatore in seconda:
- Preparatore dei portieri:
- Preparatori atletici:

## Calciomercato

### Sessione estiva
| Acquisti | Acquisti        | Acquisti  | Acquisti |
| R.       | Nome            | da        | Modalità |
| -------- | --------------- | --------- | -------- |
| A        | Bernd Laube     | Heilbronn |          |
| D        | Reinhold Mathes | Siegen    |          |
| C        | Max Müller      | Würzburg  |          |
| C        | Fritz Satorina  | LASK      |          |

| Cessioni | Cessioni | Cessioni | Cessioni |
| R.       | Nome     | a        | Modalità |
| -------- | -------- | -------- | -------- |

### Sessione invernale
| Acquisti | Acquisti | Acquisti | Acquisti |
| R.       | Nome     | da       | Modalità |
| -------- | -------- | -------- | -------- |

| Cessioni | Cessioni | Cessioni | Cessioni |
| R.       | Nome     | a        | Modalità |
| -------- | -------- | -------- | -------- |

## Risultati

### 2. Bundesliga

#### Girone di andata
| Arbitro: | Wilhelmi |

|                               |           |                    |
| Wilhelm 31’ (rig.) Holste 85’ | Marcatori | 17’ Ruhs 76’ Watzl |

| Arbitro: | Schumann |

|  |           |                                     |
|  | Marcatori | 47’, 89’ Nüssing 56’ (rig.) Walitza |

| Arbitro: | Dreher |

|                                            |           |  |
| Hadewicz 35’ Weller 77’ Stokowy 84’ (aut.) | Marcatori |  |

| Arbitro: | Scheffner |

|  |           |          |
|  | Marcatori | 45’ Denz |

| Arbitro: | Huster |

|                       |           |            |
| Erhart 33’ Gentes 73’ | Marcatori | 45’ Mathes |

| Arbitro: | Frickel |

|  |           |                                |
|  | Marcatori | 15’ Achatz 48’ Wolf 84’ Werner |

| Arbitro: | Messmer |

|          |           |           |
| Ruhs 28’ | Marcatori | 80’ Klein |

| Arbitro: | Binninger |

|                                  |           |               |
| Kohlhäufl 25’ Haunstein 53’, 82’ | Marcatori | 42’ Schneider |

| Arbitro: | Ross |

|                     |           |  |
| Ruhs 22’ Müller 24’ | Marcatori |  |

| Arbitro: | Kollmann |

|                                 |           |                              |
| Nickel 59’ Ritz 72’ Köstler 79’ | Marcatori | 24’, 88’ Schneider 85’ Seitz |

| Arbitro: | Langhans |

|                                                 |           |                           |
| Ruhs 17’ Hodel 34’ Mathes 45’ (rig.) Müller 82’ | Marcatori | 25’ Ockenfels 39’ Größler |

| Arbitro: | Möckel |

|                         |           |  |
| Detsch 51’ Heinlein 53’ | Marcatori |  |

| Arbitro: | Scheffner |

|                              |           |            |
| Ruhs 16’ Laube 31’ Hodel 41’ | Marcatori | 71’ Kelsch |

| Arbitro: | Dahler |

|            |           |         |
| Piroth 58’ | Marcatori | 7’ Ruhs |

| Arbitro: | Steigele |

|                              |           |                          |
| Laube 75’ (rig.), 77’ (rig.) | Marcatori | 47’ Pankotsch 61’ Diener |

| Arbitro: | Kollmann |

|                                                       |           |              |
| Bartels 3’ Adler 12’, 16’ Böhni 73’ Sebert 78’ (rig.) | Marcatori | 39’ Michalka |

| Arbitro: | Ulm |

|                                 |           |                                 |
| Ruhs 49’ Lippert 87’ Mathes 89’ | Marcatori | 28’ Metz 72’ Wagner 77’ Drexler |

| Arbitro: | Riegg |

|                          |           |  |
| Emmerich 70’ Aumeier 80’ | Marcatori |  |

| Arbitro: | Clajus |

|                 |           |                     |
| Eckert 14’, 69’ | Marcatori | 75’ (aut.) Michalka |

#### Girone di ritorno
| Arbitro: | Aldinger |

|               |           |            |
| Laube 7’, 63’ | Marcatori | 90’ Holste |

| Arbitro: | Stegner |

|                                                        |           |            |
| Petrovic 10’ (rig.) Eder 14’ Meininger 43’ (rig.), 53’ | Marcatori | 44’ Eckert |

| Arbitro: | Schmoock |

|          |           |            |
| Ruhs 45’ | Marcatori | 39’ Martin |

| Arbitro: | Kalenborn |

|                       |           |                               |
| Magath 27’ Fazlić 90’ | Marcatori | 6’ (aut.) Semlitsch 38’ Seitz |

| Ratisbona 25 febbraio 1976 24ª giornata | Jahn Ratisbona | 0 – 0 referto | Pirmasens | Jahnstadion (5 500 spett.)\| Arbitro: \| Greiner \| |
| Arbitro:                                | Greiner        |               |           |                                                     |

| Arbitro: | Langhans |

|                        |           |               |
| Dürrschmidt 31’ (rig.) | Marcatori | 11’ Schneider |

| Arbitro: | Gaus |

|              |           |           |
| Rübenach 43’ | Marcatori | 65’ Watzl |

| Arbitro: | Walther |

|  |           |                          |
|  | Marcatori | 27’ Herberth 39’ Hartwig |

| Arbitro: | Fleischer |

|                                |           |  |
| Hoffmann 6’, 20’ Cajkovski 48’ | Marcatori |  |

| Arbitro: | Haselberger |

|                                   |           |                                |
| Hodel 4’ Schmidbauer 35’ Ruhs 46’ | Marcatori | 51’ Bopp 52’ Köstler 53’ Göppl |

| Arbitro: | Hofmeister |

|                                              |           |  |
| Größler 11’, 78’ (rig.) Brand 13’ Breuer 54’ | Marcatori |  |

| Arbitro: | Steigele |

|         |           |                         |
| Ruhs 2’ | Marcatori | 16’ Heubeck 42’ Hofmann |

| Arbitro: | Schmoock |

|                              |           |  |
| Hoffmann 40’ (rig.) Redl 74’ | Marcatori |  |

| Arbitro: | Kammann |

|           |           |            |
| Laube 78’ | Marcatori | 26’ Martin |

| Arbitro: | Kalenborn |

|                                     |           |                          |
| Müller 3’ Ehrmantraut 8’ Diener 41’ | Marcatori | 5’, 55’ Hodel 62’ Mathes |

| Arbitro: | Stegner |

|  |           |                    |
|  | Marcatori | 13’ Böhni 90’ Heck |

| Arbitro: | Engel |

|  |           |           |
|  | Marcatori | 29’ Laube |

| Arbitro: | Aldinger |

|          |           |  |
| Ruhs 14’ | Marcatori |  |

| Arbitro: | Dreher |

|                       |           |                                                    |
| Kienle 22’ Piller 55’ | Marcatori | 11’ Eckert 33’ Schmidbauer 85’ Schneider 90’ Watzl |

## Statistiche

### Statistiche di squadra
| Competizione  | Punti | In casa | In casa | In casa | In casa | In casa | In casa | In trasferta | In trasferta | In trasferta | In trasferta | In trasferta | In trasferta | Totale | Totale | Totale | Totale | Totale | Totale | DR  |
| Competizione  | Punti | G       | V       | N       | P       | Gf      | Gs      | G            | V            | N            | P            | Gf           | Gs           | G      | V      | N      | P      | Gf     | Gs     | DR  |
| ------------- | ----- | ------- | ------- | ------- | ------- | ------- | ------- | ------------ | ------------ | ------------ | ------------ | ------------ | ------------ | ------ | ------ | ------ | ------ | ------ | ------ | --- |
| 2. Bundesliga | 30    | 19      | 6       | 7       | 6       | 26      | 29      | 19           | 2            | 7            | 10           | 22           | 45           | 38     | 8      | 14     | 16     | 48     | 74     | -26 |
| Totale        | 30    | 19      | 6       | 7       | 6       | 26      | 29      | 19           | 2            | 7            | 10           | 22           | 45           | 38     | 8      | 14     | 16     | 48     | 74     | -26 |

### Andamento in campionato
| Giornata  | 1 | 2  | 3  | 4  | 5  | 6  | 7  | 8  | 9  | 10 | 11 | 12 | 13 | 14 | 15 | 16 | 17 | 18 | 19 | 20 | 21 | 22 | 23 | 24 | 25 | 26 | 27 | 28 | 29 | 30 | 31 | 32 | 33 | 34 | 35 | 36 | 37 | 38 |
| --------- | - | -- | -- | -- | -- | -- | -- | -- | -- | -- | -- | -- | -- | -- | -- | -- | -- | -- | -- | -- | -- | -- | -- | -- | -- | -- | -- | -- | -- | -- | -- | -- | -- | -- | -- | -- | -- | -- |
| Luogo     | T | C  | T  | C  | T  | C  | C  | T  | C  | T  | C  | T  | C  | T  | C  | T  | C  | T  | C  | C  | T  | C  | T  | C  | T  | T  | C  | T  | C  | T  | C  | T  | C  | T  | C  | T  | C  | T  |
| Risultato | N | P  | P  | P  | P  | P  | N  | P  | V  | N  | V  | P  | V  | N  | N  | P  | N  | P  | V  | V  | P  | N  | N  | N  | N  | N  | P  | P  | N  | P  | P  | P  | N  | N  | P  | V  | V  | V  |
| Posizione | 8 | 15 | 17 | 18 | 18 | 19 | 20 | 20 | 18 | 18 | 18 | 18 | 17 | 17 | 17 | 18 | 17 | 18 | 17 | 16 | 16 | 15 | 14 | 15 | 14 | 15 | 15 | 17 | 16 | 17 | 17 | 18 | 17 | 17 | 17 | 17 | 17 | 17 |

Legenda:

Luogo: C = Casa; T = Trasferta. Risultato: V = Vittoria; N = Pareggio; P = Sconfitta.

### Statistiche dei giocatori
| J. Brandl         | 3  | 0  | 0 | 0 |
| W. Eckert         | 35 | 4  | 4 | 0 |
| E. Hodel          | 31 | 5  | 0 | 0 |
| M. Hümmer         | 36 | 0  | 1 | 0 |
| B. Laube          | 33 | 7  | 1 | 0 |
| H. Lippert        | 14 | 1  | 2 | 0 |
| R. Mathes         | 38 | 4  | 2 | 0 |
| H. Meichel        | 38 | 0  | 5 | 0 |
| W. Michalka       | 34 | 1  | 3 | 0 |
| M. Müller         | 28 | 2  | 3 | 0 |
| H. Ruhs           | 35 | 11 | 5 | 0 |
| P. Salzweger      | 2  | 0  | 0 | 0 |
| F. Satorina       | 4  | 0  | 2 | 0 |
| W. Schmidbauer    | 24 | 2  | 2 | 0 |
| G. Schneider      | 23 | 5  | 0 | 0 |
| K. Seitz          | 33 | 2  | 2 | 0 |
| P. Stokowy        | 18 | 0  | 1 | 0 |
| A. Valent-Geißler | 12 | 0  | 1 | 0 |
| R. Watzl          | 31 | 3  | 0 | 0 |